# Manuel Pérez Chaves
Manuel de la Santísima Trinidad Pérez Chaves (Lanjarón, Granada, 14 de septiembre de 1889 - Bahía Blanca, Buenos Aires, 7 de marzo de 1945) fue un ensayista y periodista español, fundador del Semanario Hispano (1916-1947), uno de los medios de difusión mutualista española de mayor importancia del sur argentino en la primera mitad del siglo XX.

## Biografía
Manuel de la Santísima Trinidad Pérez Chaves nació en Lanjarón, provincia de Granada (en donde una calle hoy lleva su nombre) el 14 de septiembre de 1889. 
Hijo de Francisco Pérez Reguera y María Soledad Chaves Puerta, se radicó con sus padres en la ciudad de Bahía Blanca cuando apenas contaba once años. Corría el año 1900 inaugurando el siglo.
Era adolescente cuando se echó a andar por los caminos del periodismo. Se inició como aprendiz en el diario “Bahía Blanca” que dirigía Francisco Cordero y Urquiza, y en esa escuela comenzó a llenar cuartillas de gacetillero y después de redactor.
Definitivamente orientada su vocación periodística, y deseoso de dar a la colectividad española de Bahía Blanca y del sur del país un órgano que fuera intérprete de su necesidad informativa, el 20 de septiembre de 1916 funda el Semanario Hispano, instalando su redacción en Las Heras 238. La hoja alcanzó a ser un meritorio exponente del periodismo español en Argentina. 
El semanario predicó las virtudes del socorro mutuo, y a esa tenacidad se debe que muchas instituciones de la región que ostentan en sus frentes la fraternal divisa del socorro mutuo español, entre otras las de Bordenave, Villa Iris y Río Colorado fueran iniciadas por Pérez Chaves a través de su preocupación tan 
patriótica como humanitaria.
El director de Hispano gestionó y obtuvo de las autoridades de varias alcaldías de España el bautismo de calles con el nombre “Argentina”, por su parte, también logró en correspondencia que muchas localidades de la zona tuvieran una calle de nombre España.
Villafranca del Bierzo y Ponferrada en la provincia de León, Priego de Córdoba, Betanzos (La Coruña), Nerva (Huelva), Cartagena, Cáceres, Castro Urdiales (Cantabria), Felanich (Baleares), Alcalá de Henares, Almodóvar del Campo y Almadén de la provincia de Ciudad Real, Luarca (Asturias), Pego y Monóvar de la provincia de Alicante, Gandía y Algemesí en la provincia de Valencia, Andújar, Cazorla, Linares, Baeza de la provincia de Jaén e Iznalloz de Granada, son algunas de las localidades que han homenajeado a la República Argentina con la imposición de su nombre a alguna calle, avenida o plaza a instancias de esta acción. 
Pérez Chaves fue además el gestor de la misma imposición a la escuela provincial N°22 del Barrio Almafuerte.
Independientemente de esa labor profícua realizada, Manuel Pérez Chaves trabajó a favor de la fundación del Círculo de Prensa del Sur de Bahía Blanca, del que −una vez creado− integró su primera Comisión Directiva. Fue además corresponsal del El Diario Español dirigido por Justo López De Gomara, La Razón, de Jose A. Cortejarena y La Capital de Rosario, dirigido por Carlos Ovidio Lagos.
Organizó varios actos de confraternidad hispanoargentina. En 1943, bajo los auspicios de su periódico, logró la visita de tres altos exponentes de la intelectualidad nacional, José Luis Cantilo, Enrique de Gandía y Carlos Malagarriga, cuyas conferencias dieron marco a memorables jornadas de difusión cultural. 
Los afanes y entusiasmos de Pérez Chaves publicados en centenares de artículos que aparecieron en Hispano lograron concretar lo que es hoy la Federación Regional de Sociedades Españolas de Bahía Blanca.
Manuel Pérez Chaves falleció en Bahía Blanca el 7 de marzo de 1945 a los 54 años de edad. Sus exequias, de amplia y recordada repercusión, fueron cerradas con las palabras de Eladio Bautista, por la Federación Regional de Sociedades Españolas de Bahía Blanca y del Sr. Antonio Crespi Valls por el Círculo de Prensa del Sur.

## Semanario Hispano
Fundado en octubre de 1916 y dirigido hasta su muerte por el periodista Manuel Pérez Chaves, el Semanario Hispano fue el órgano de difusión mutualista más importante del sur argentino. 
Bajo el lema “Honrar a España en Argentina y enaltecer a Argentina en España”, devino en la expresión de la colectividad española, procurando en todo momento promover desde sus páginas la constitución de asociaciones de residentes españoles, agrupados bajo el lazo de unión de sociedades de socorro mutuo y de cuyas actividades se hacía eco permanente. Fueron catorce las sociedades españolas cuya fundación promovió en otras tantas ciudades de la Provincia de Buenos Aires. 
La creación del Hospital Español de Bahía Blanca también estuvo en el cielorraso de su frente. Esta inquietud comenzó a concretarse la noche del 7 de diciembre de 1921 en la residencia del doctor Adrian Morado Veres. 
Aquella reunión celebrada entre otros por David Carreno, González Pumariega, Pedro del Río, Lorenzo Tomas Garau, Antonio Puga, Hilario Regolf, Antonio Boque, Francisco Arango, Andres Moreno, Fortunato Conget, Martin Crespi, Peregrino Danza, Angel Pena, José Martínez Gambino, Ramón Pazos Islas, Antonio Lavandera, Gregorio Sanza y Manuel Pérez Chaves, culminó con el Congreso celebrado el 2 de mayo de 1922 en la sede del Club Español, que marcó la creación decisiva de la Federación Regional de Sociedades Españolas. 
Importantes referentes políticos, sociales y culturales saludaron y colaboraron alguna vez con sus páginas, Ramón S. Castillo, Agustín P. Justo, Luis María Álvarez, Francisco Barrio Vallejos, Mariano J. Beascoechea, Horacio Beccar Varela, José Luis Cantilo, Lola S.B. de Bourguet, Rómulo Carbia, Mario Casari, Rafael Calzada, Fermín Calzada, Arturo Capdevila, Ángel Cuesta, Antonio Chacón Ferral, Antonio Dellepiane, Mariano De Vedia y Mitre, Enrique Diosdado, Enrique De Gandia, Francisco Fasola Castaño, Dr. Vicente Gallo, Segundo Gauna, Faustino J. Legon, Carlos Lagos, Jose R. Lence, Ricardo Levene, Justo Sanjurjo López de Gomara, Carlos Malagarriga, Francisco Medina, Luis Méndez Calzada, Eduardo Miglione, Romulo Naón, Dionisio Napal, Manuel Maria Oliver, Alfredo L. Palacios, Honorio Pueyrredón, Nicolás Repetto, Luis Ruffo, Carlos Saavedra Lamas, Antonio Sagarna, Venancio Serrano Clavero, Ángel Sojo, Francisco Solanes, José Félix Uriburu, Julio Zevallos, Jose Buigas de Dalmau, Tulio M. Cestero, Alfonso Danvila, Ramiro de Maetzu, Malcom Robertson, Nicolás Esandi, Ángel Carreño, Manuel González Rubio, Clara Campoamor, Rafael Altamira, Arturo D. Alessandri, Gabriel Terra, José María Carbonero, Tomas Carro García, Julio Casares Gil, Américo Castro, José María De Areilza, Luis de Galinsoga, Torquato Luca de Tena, Eusebio Heredero Clar, Alejandro Lerroux, Gregorio Marañón, Luis Martínez Kleiser, Emilia Pardo Bazán, Victor Carminati, Federico Baeza, Leandro Astelarra, Manuel T. Canas, Carlos Cisneros, Prudencio R. Cornejo, Antonio Crespi Valls, Jose del Valle Montilla, Rodolfo J. Dillon, Martin Jose Esandi, Rogelio Estévez Cambra, Justo B. Jonas, Enrique Julio, Isauro Robles Madariaga, Alberto J. Medus, Juan Mesquida, José María Pérez Bustos, Ernesto Sourrouille y Adrian Morado Veres, entre otros.